# Métafiction

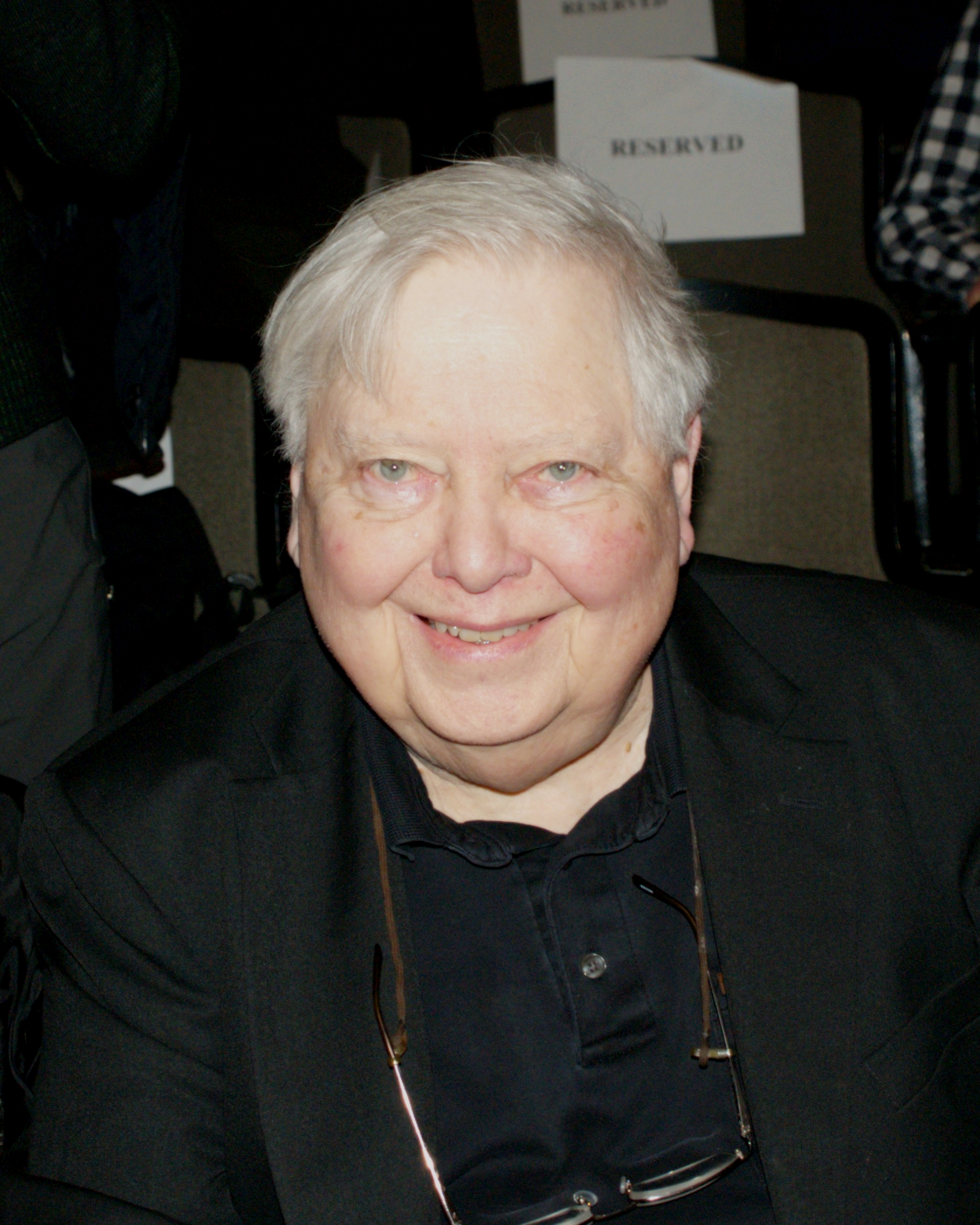
William Gass, 2011, Shankbone.

En littérature, la métafiction est une forme d'écriture autoréférentielle qui dévoile ses propres mécanismes par des références explicites. On parle aussi synonymiquement de métalittérature.
Il ne faut pas confondre la métafiction avec la métatextualité, le métatexte n'étant pas fictionnel par définition.
C'est le terme littéraire décrivant la littérature de fiction qui, de manière consciente et systématique, s’interroge sur son statut en tant qu'objet, en soulevant des questions sur la relation entre fiction et réalité, et souvent ironie et introspection.
Elle peut être comparée à la représentation théâtrale, qui ne fait pas oublier au public qu’il regarde une pièce ; la métafiction ne permet pas au lecteur d’oublier qu'il est en train de lire une œuvre de fiction.
La métafiction est principalement associée à la littérature moderne et postmoderne, mais on la trouve dès le IXe siècle, Les Mille et Une Nuits et au XIVe siècle, dans les Contes de Canterbury de Chaucer. Le Don Quichotte de Cervantès est un roman métafictionnel. On peut citer aussi par exemple, dans la littérature française, Jacques le fataliste et son maître de Diderot, et les interventions métafictionnelles de son narrateur.
Dans les années 1950, plusieurs romanciers français ont publié des ouvrages qui ont été regroupés dans le mouvement littéraire baptisé « Nouveau roman ». Ces romans « nouveaux » étaient caractérisés par leur détournement des genres et styles, et comportaient souvent des éléments de métafiction.
La métafiction a pris de l'ampleur dans les années 1960, avec des œuvres et auteurs tels que Lost in the Funhouse de John Barth, The Babysitter et The Magic Poker de Robert Coover, Abattoir 5 ou la Croisade des enfants de Kurt Vonnegut, et Willie Master's Lonesome Wife de William H. Gass. Celui-ci a inventé le terme « métafiction » en 1970 dans un essai intitulé La philosophie et la forme de fiction.
Contrairement à l’antiroman, ou anti-fiction, la métafiction est spécifiquement la fiction sur la fiction, c'est-à-dire la fiction qui se reflète consciemment sur elle-même.

## Différentes formes de métafiction
Parmi les formes habituelles de la métafiction, on trouve :
- Le roman sur un écrivain concevant une histoire, c'est le procédé de mise en abyme (par exemple, Misery[11], Secret Window, Secret Garden[12], At Swim-Two-Birds[13], Salmigondis[14], Expiation[15], les Faux-monnayeurs[16], Le monde selon Garp [17], Portrait de l'artiste en jeune homme[18] et au cinéma Barton Fink (Les Frères Coen, 1991) ou Adaptation (Spike Jonze et Charlie Kaufman, 2002).
- Le roman sur un lecteur lisant un roman (par exemple, L'Histoire sans fin[19], Si par une nuit d'hiver un voyageur[20], L'historienne et Drakula[21]) ou une pièce de théâtre décrite du point de vue d'un spectateur (par exemple, Avec les gens du pont de Dimitris Lyacos[22]).
- Un roman ou une autre œuvre de fiction au sein du roman (par exemple, L'Homme hilare[23], Vente à la criée du lot 49[24], Le monde de Sophie[25], The Princess Bride[26], L'Île du jour d'avant[27], Le Scénar[28] où le scénario d'un film fictif est mis en abyme dans le récit cadre, et où le narrateur s'adresse fréquemment au lecteur).
- Une histoire qui sape les conventions spécifiques de l'histoire, comme le titre, les conventions sur les personnages, la structure du texte ou de l'intrigue. (par exemple, Lost in the Funhouse et On With the Story de John Barth[5],[29], Drawers & Booths par Ara 13[30], La Dernière Licorne de Peter S. Beagle[31]).
- Un roman où le narrateur s’expose délibérément comme l'auteur de l'histoire et devient un personnage homodiégétique (par exemple, La brève et merveilleuse vie d'Oscar Wao[32], Mister B. Gone[33], L'Insoutenable légèreté de l'être[34], Le Bon Gros Géant)[35].
- Un roman dans lequel le livre lui-même cherche l'interaction avec le lecteur (par exemple, Willie Master's Lonesome Wife de William H. Gass[8] ou La Maison des feuilles[36] de Mark Z. Danielewski ou Reflections in a Prism par David Lempert[37]).
- Le roman non linéaire, qui peut être lu autrement que du début à la fin (par exemple, The Unfortunates de BS Johnson[38], Marelle de Julio Cortázar[39], La Voix du feu par Alan Moore[40], Finnegans Wake de James Joyce[41]).
- Des notes de bas de page, qui continuent l'histoire en apportant des commentaires sur tout (par exemple, Pale Fire de Nabokov[42], La Maison des feuilles[36], Infinite Jest par David Foster Wallace[43], Jonathan Strange & Mr Norrell par Susanna Clarke[44], From Hell d'Alan Moore[45], Cable & Deadpool de Fabian Nicieza[46], An Abundance of Katherines par John Green[47] et les romans de la série Les Annales du Disque-monde  de Terry Pratchett).
- Un roman où l'auteur (et non pas seulement le narrateur) est un personnage (par exemple, Siva, premier roman de La Trilogie divine et Radio libre Albemuth de Phillip K. Dick[48],[49], La Tour sombre[50], Les Désastreuses Aventures des orphelins Baudelaire, L'Histoire de Pi[51], Tout est illuminé[52], Le Peuple de papier (en)[53], Le Breakfast du champion[54], Abattoir 5 ou la Croisade des enfants[7], Money, Money[55], Dans le torrent des siècles[56], Le Chant de Susannah[57], Lanark: Une vie en quatre livres (en)[58], JPod[59], Le Gang de la clef à molette[60] et Même les cow-girls ont du vague à l'âme[61] ).
- Un roman en parallèle, qui a le même cadre et se passe à la même époque qu'une œuvre précédente, avec de nombreux personnages en commun, mais raconté avec un point de vue différent (par exemple, Le Quatuor d'Alexandrie de Lawrence Durrell[62], Wicked de Gregory Maguire[63],The Wind Done Gone par Alice Randall[64], La Prisonnière des Sargasses de Jean Rhys[65], Un visage pour l'éternité : Un mythe réinterprété  par CS Lewis[66], Rosencrantz and Guildenstern Are Dead par Tom Stoppard[67], Grendel de John Gardner[68], Foe de JM Coetzee[69], La Stratégie de l'ombre par Orson Scott Card[70], O Révolution par Mark Z. Danielewski[71])

L'existence de la pièce Le Roi en Jaune, comme œuvre de fiction ne vaut que sa référence dans le recueil de nouvelles Le Roi en Jaune.
On retrouve des méthodes métafictives dans d'autres médias notamment comme Fearless Fosdick dans le comic strip Li'l Abner d'Al Capp, Tales of the Black Freighter dans la bande dessinée Watchmen écrite par Alan Moore, ou le Itchy et Scratchy Show dans Les Simpson, ainsi que dans le jeu Myst dans lequel le joueur représente une personne qui a trouvé un livre nommé Myst et qui a été transporté dans celui-ci.
Le thème de la métafiction peut être le point central de l'œuvre, comme dans La Vie et Opinions de Tristram Shandy, Gentleman (1759) ou dans le chapitre 14 du Grand escroc d'Herman Melville où le narrateur parle des techniques littéraires utilisées dans les autres chapitres.
Mais en tant que technique littéraire, la métafiction est devenue fréquente dans la littérature postmoderne. Si par une nuit d'hiver un voyageur d'Italo Calvino, « un roman sur une personne qui lit un roman » est un exercice de métafiction. L’auteur contemporain Paul Auster a fait de la métafiction le thème central de son écriture. Il est probablement le romancier actif le plus célèbre qui est spécialisé dans ce genre.
Souvent la métafiction n’apparaît qu’un instant dans une histoire, comme quand "Roger" fait une brève apparition dans le Cycle des Princes d'Ambre de Roger Zelazny.
La métafiction peut être utilisée de multiples façons dans une même œuvre. Par exemple, le romancier Tim O'Brien, un vétéran de la guerre du Vietnam, écrit dans son recueil de nouvelles À propos de courage sur le personnage de "Tim O'Brien" et son expérience de la guerre au Vietnam. Tim O'Brien, comme le narrateur, fait des commentaires sur la véracité de quelques récits de guerre, en glosant sur la "vérité" derrière le récit, même si le tout doit être considéré comme une fiction. Dans le récit du chapitre How to Tell a True War Story, O'Brien fait des commentaires sur la difficulté de saisir la vérité lorsque l'on raconte un récit de guerre.
Un des traitements les plus sophistiqués du concept de "roman à l'intérieur d'un roman" se retrouve dans le premier roman de Muriel Spark Les Consolateurs. Spark fait entendre à Caroline, son personnage central, des voix, ce qui constitue la narration de ce que Spark vient d’écrire sur la page. Dans l'histoire, Caroline rédige un travail critique sur la forme du roman, quand elle commence à entendre une machine à écrire (accompagnée par des voix) à travers le mur de sa maison. Les voix lui dictent un roman, contenant des événements de sa propre vie, ses pensées et dans lequel elle croit être un personnage. Le lecteur est ainsi constamment focalisé sur la structure narrative, qui est à son tour l'histoire, c'est-à-dire une histoire sur la narration qui elle-même bouleverse les conventions de la narration. Cependant, à aucun moment, Spark, en tant qu’auteure n’entre dans le récit, restant omnisciente tout au long et se conformant aux conventions de la narration à la troisième personne.
Selon Paul de Man, toute fiction est métafictionnelle, puisque toutes les œuvres de la littérature sont concernées par la langue et la littérature elle-même. Certains éléments de métafiction sont similaires aux techniques utilisés dans les techniques du métafilm.

## Cinéma et télévision
- Charlie Kaufman est un scénariste qui utilise souvent cette technique narrative. Dans le film Adaptation, son personnage de Charlie Kaufman (Nicolas Cage) tente de manière alambiquée d'écrire un scénario adapté du livre de non-fiction Le Voleur d'orchidées[78], uniquement pour comprendre finalement que cette adaptation est impossible. Beaucoup de techniques d’intrigue utilisées dans le film sont exprimées par Kaufman quand il développe un scénario, et le scénario, ce qui finalement aboutit à Adaptation lui-même.
- Tristram Shandy: A Cock et Bull Story (2006) est une comédie britannique réalisé par Michael Winterbottom. C'est un film-dans-un-film basé sur un livre-dans-un-livre, La Vie et opinions de Tristram Shandy, gentilhomme[73]. Ses acteurs Steve Coogan et Rob Brydon jouent leur propre rôle d’acteurs égoïstes au cours de la prise de vue d’une adaptation à l'écran du roman de Laurence Sterne, Tristram Shandy (XVIIIe siècle), qui est le compte rendu fictif de la tentative d'écriture d'une autobiographie par le narrateur. Gillian Anderson et Keeley Hawes jouent également leur propre rôle, en plus de leurs rôles dans Tristram Shandy.
- Un film dans lequel un personnage lit une histoire fictive (par exemple, The Princess Bride, Life is Ruff, Bedtime Stories du Disney Channel).
- Un film ou une émission télévisée dans laquelle un personnage commence à fredonner, siffloter, ou écouter (sur une radio, etc) la chanson-thème de l'émission ou du film (par exemple, la scène finale de Homer's Triple Bypass, des Simpson, ou lorsque Samantha Carter fredonne le thème de Stargate SG-1 au cours de l'épisode "Chimera", ou le deuxième Collector (démon) de Demon Knight ou lorsque M. Indestructible sifflote le thème musical de Les Indestructibles, ou lorsque tous les personnages du film Magnolia commencent à chanter la musique de fond "Wise Up" de Aimee Mann, Sam Lowry dans Brazil à l'écoute de la chanson-thème du film du même nom).
- Allusion directe à une autre œuvre à l'intérieur de laquelle on fait allusion à la première. (par exemple, "Weird Al" Yankovic apparaissant dans Les Simpson, alors qu'il chante lui-même des chansons faisant allusion aux Simpson)
- Les personnages qui font consciemment des choses parce que ces actions sont ce que l’on attend de tels personnages dans l’histoire (par exemple, Scream, Qui veut la peau de Roger Rabbit, The Last Unicorn, The Long Goodbye).
- Les personnages qui montrent délibérément qu'ils sont conscients de jouer dans une œuvre de fiction (par exemple, L'Incroyable Destin de Harold Crick, The Great Good Thing, Puckoon, La Folle Histoire de l'espace, le personnage de Marvel Comics Deadpool, Illuminatus !, Uso Justo, 1 / 0, Bob et George).
- Les personnages d'un film ou d’une série télévisée qui parlent et/ou font allusion aux acteurs ou actrices qui jouent leur rôle (par exemple, Beatrice "Betty" Pengson dans I Love Betty La Fea ; Bea Alonzo, qui a joué le rôle de la protagoniste, a également joué la modèle Ecomoda, elle-même "par hasard" dans le spectacle, Betty veut rencontrer Bea Alonzo en personne, un acte autoréférentiel.)
- Une véritable pièce préexistante de fiction X, utilisée dans une nouvelle pièce de fiction Y, pour donner un air d'authenticité à la fiction Y, par exemple, on débat énormément de A Nightmare on Elm Street dans Wes Craven's New Nightmare, alors que les acteurs de la première pièce y jouent leur propre rôle, tout comme Les 1001 Nuits sont utilisés dans Si par une nuit d'hiver un voyageur
- Une histoire où l'auteur n'est pas un personnage, mais interagit avec les personnages (par exemple, She-Hulk, Animal Man, Betty Boop, Daffy Duck dans Duck Amuck, Le Breakfast du champion, les émissions de télévision Excel Saga).
- Une histoire dans laquelle tout le récit lui-même (ou une histoire basée sur celle-ci) est une œuvre de fiction (par exemple, Wormhole X-Treme! de Stargate SG-1 ou les romans Supernatural de Supernatural).